# Зимний Борок
Зи́мний Борок — деревня в Печорском районе Псковской области России. Входит в состав сельского поселения «Круппская волость».
Расположена на севере района на берегу Псковского озера, в 5 км к юго-востоку от волостного центра, деревни Крупп.

## Население
Численность населения деревни составляет 90 жителей (2000 год).
| 2001 | 2002 | 2010 |
| ---- | ---- | ---- |
| 90   | ↘76  | ↘68  |